# Nacht (Obervermögensverwalter)
Der Obervermögensverwalter Nacht war ein hoher altägyptischer Beamter, der Mitte des 20. Jahrhunderts v. Chr. unter Sesostris I. amtierte.

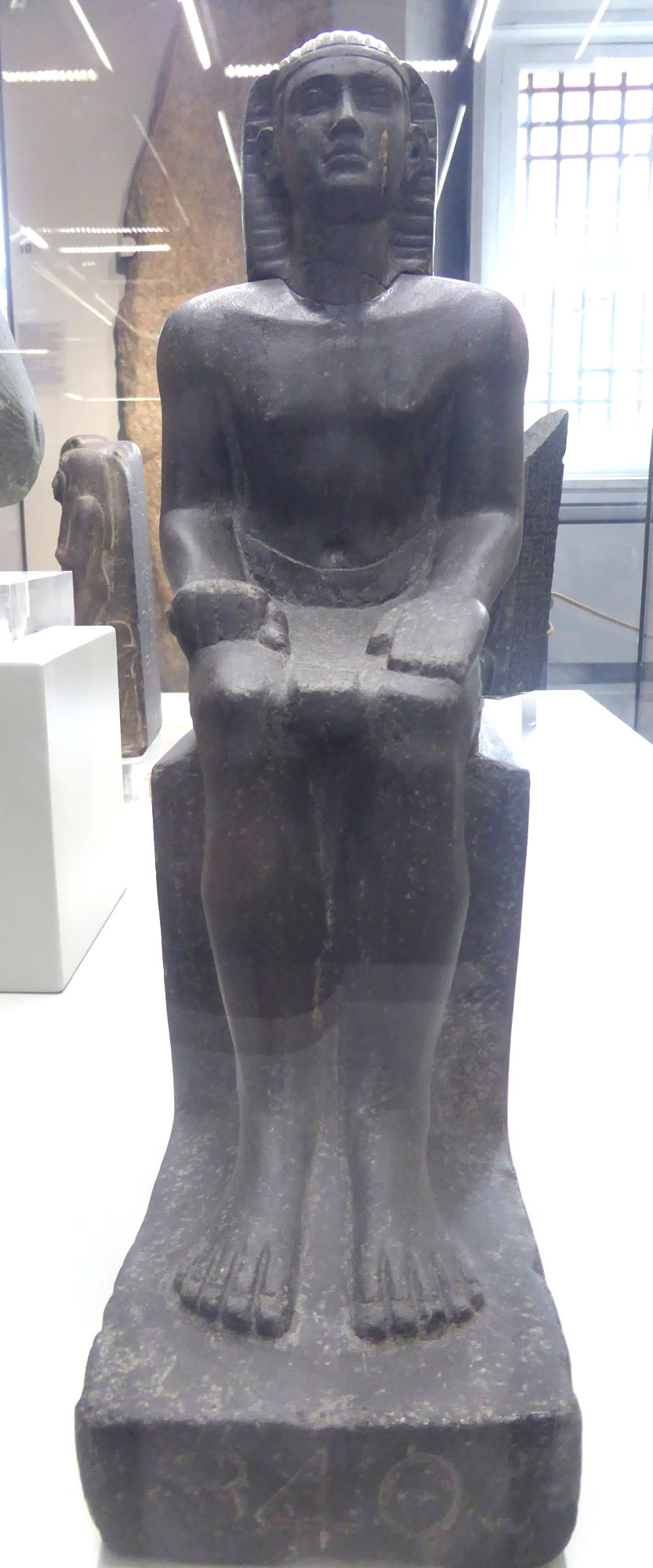
Statue des Nacht (Kopf ist modern)

## Belege und Datierung
Nacht ist von verschiedenen Quellen bekannt. In el-Lischt hatte er ein Grab, wo sich auch eine lebensgroße Statue des Nacht fand. Es gibt von ihm eine weitere Statue in Neapel, deren Fundort unbekannt ist. Schließlich erscheint Nacht auf einer Kontrollmarke, auf einem Block, der sich in der Pyramide von Sesostris I. fand. Die Kontrollmarke ist undatiert, fand sich aber in einem Bereich der Pyramide der im zweiten Regierungsjahrzehnt des Herrschers gebaut wurde. Da im Jahr 9. noch der Obervermögensverwalter Hor im Amt war, ist Nacht wahrscheinlich dessen Nachfolger gewesen (im Jahr 25 ist wiederum ein gewisser Antef bezeugt, der also sein Nachfolger war).

## Das Grab in Lischt
Das Grab (Nr. 493) bei der Pyramide von Amenemhet I. in el-Lischt wurde zum ersten Mal 1894 bis 1895 von einem französischen Grabungsteam ausgegraben. Diese fanden auch die lebensgroße Statue des Nacht, auf der er als Sohn einer Sathathor bezeichnet wird. Die Statue befindet sich heute im Ägyptischen Museum Kairo. Seine Kultkapelle war 6,7 × 11,9 m groß. Der Bau fand sich schon größtenteils zerstört, so dass es Schwierigkeiten bereitet den Grundriss zu rekonstruieren. An der Front standen einst zwei Pfeiler. Das Innere war einst wahrscheinlich unterteilt. An der Rückseiten stand die Statue. Von den Reliefs fanden sich nur Bruchstücke. Nördlich der Kapelle befand sich der Eingang zu einem Schacht, der wiederum in die Grabkammer führte. Diese ist nie ausgegraben worden, da sie sich unter dem Grundwasserspiegel befindet. Die Kapelle stand innerhalb eines Grabbezirkes, der von einer Lehmziegelmauer umgeben war. Der Eingang der Anlage lag im Westen.